# Myosotis azorica
Myosotis azorica är en strävbladig växtart som beskrevs av H. C. Wats. och William Jackson Hooker. Myosotis azorica ingår i släktet förgätmigejer, och familjen strävbladiga växter. IUCN kategoriserar arten globalt som sårbar. Inga underarter finns listade i Catalogue of Life.